# 小行星3203
小行星3203（3203 Huth）是一颗围绕太阳公转的小行星。1938年9月18日，庫諾·霍夫邁斯特在松讷贝格发现了此天体。
該小行星以德國天文學家漢斯·胡特（Hans Huth）命名。
这颗小行星的绝对星等为305.39128等。